# Opera semiseria
De opera semiseria is een operagenre, waarin rollen, vormen en stijlen uit de opera seria en opera buffa samenkomen.

## Geschiedenis
Het genre semiserio ontstond in de laatste decennia van de achttiende eeuw in Italië, naar het model van de Franse Comédie-sauvetage (pièce au sauvetage, komedie met redding). Het verhaal ontwikkelt zich aan de hand van de wederwaardigheden van een jong stel, meestal uit de lagere klasse. Een tragische afloop wordt ternauwernood vermeden en daarna is het eind goed al goed. De rol van de schurk werd meestal toebedeeld aan een edelman, om naast de persoonlijke tegenstelling ook een sociaal conflict naar Frans model in te brengen.
Het succes van het genre duurde de eerste decennia van de negentiende eeuw voort gezien het aantal libretti dat de term semiserio vermeldt, maar zijn invloed strekte zich verder uit. De serieuze opera nam steeds meer komische en briljante effecten op, terwijl de opera buffa anderzijds pathetischer werd en het oorspronkelijke gebied van de opera semiseria betrad. Dit blijkt vooral uit de voornaamste opera's van Verdi, met name Rigoletto (1851) en Un ballo in maschera (1859), waarin we de sociale en stilistische tegenstellingen van de opera semiseria terugvinden, maar nu met tragische finale.

## Voorbeelden
- Nina pazza per amore van Giovanni Paisiello (1789)
- Camilla van Ferdinando Paër (1799)
- Lodoiska van Johann Simon Mayr (1800)
- La gazza ladra van Gioacchino Rossini (1817)
- La sonnambula van Vincenzo Bellini (1831)
- Il furioso all'isola di San Domingo van Gaetano Donizetti (1833)
- Linda di Chamounix van Gaetano Donizetti (1842)

## Citaat
Stendhal: 
« Les sots ont du goût pour l'opéra semi-seria ; ils comprennent le malheur et non le comique » in Rome, Naples et Florence. (Vertaling: Sukkels houden van de opera semiseria: ze begrijpen wel het ongeluk maar niet de humor.)